# Релінг

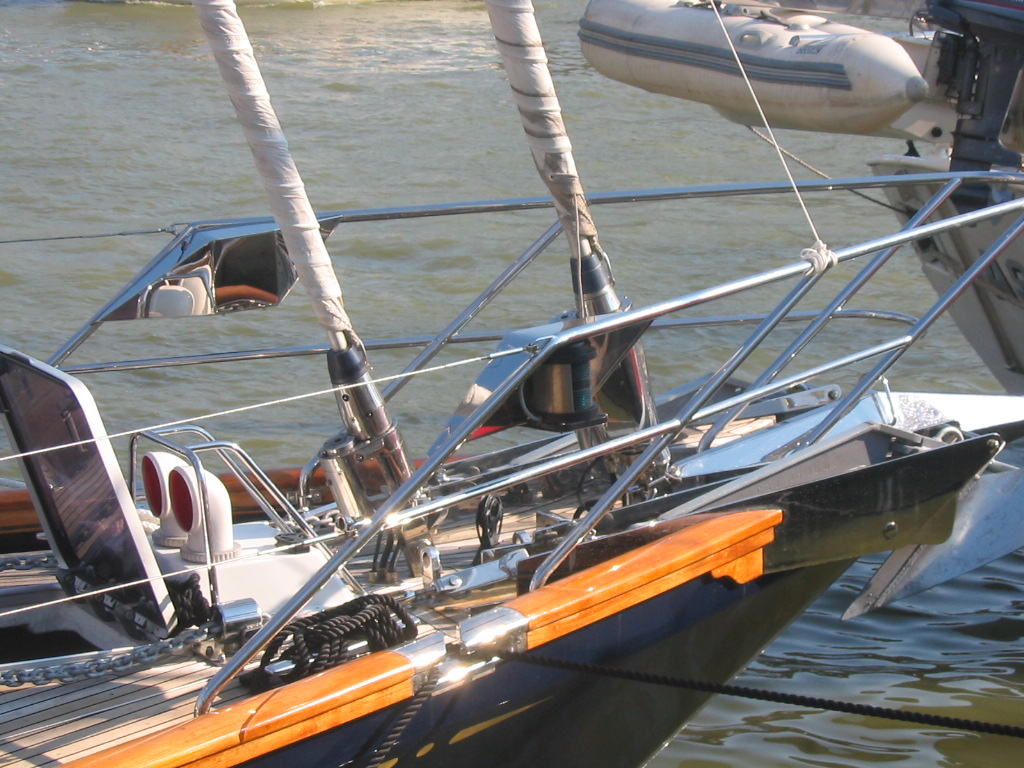
Носовий релінг

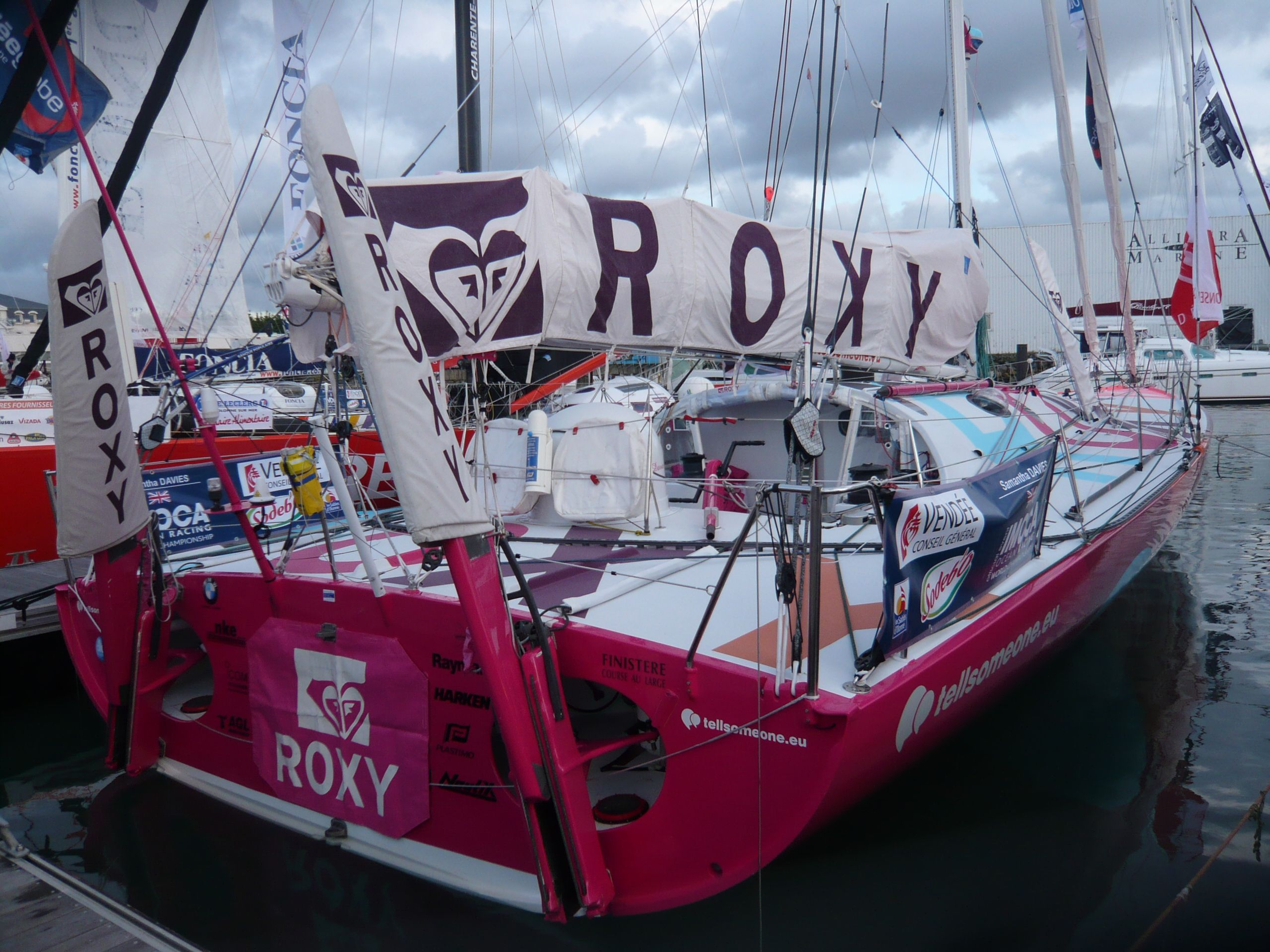
Кормові релінги з протягнутими між них леєрами.

Ре́лінг (від англ. railing — «перила»), іноді ле́єр — елемент конструкції судна, залізні стійки з поздовжніми прутами, що замінюють іноді фальшборт. Встановлюються також навколо містків, трапів, тощо.
Релінги встановлюються уздовж борту судна, що не має фальшборту, оберігають людей від падіння за борт. Складається з металевих стійок, що з'єднуються поздовжнім поручнем. Під час штормової погоди вздовж судна простягають тросові штормові релінги (леєри), за які тримаються люди при пересуванні. Також леєрами називають поручні, встановлювані на димових трубах і на стінках рубок і різних приміщень.
Також релінгом називається вигнута вертикальна конструкція, яку встановлюють у носовій і (або) кормовій частині судна і яка служить опорою при вході і виході із судна.